# Wratsporige wimperzwam
De wratsporige wimperzwam (Scutellinia heterosculpturata) is een schimmel uit de familie Pyronemataceae. Hij leeft saprotroof op kruidachtige plantdelen.

## Kenmerken
Kenmerkend voor deze soort zijn:
- Apothecia (vructlichamen): 3–15 mm in diameter, rood
- Wimperharen: geelbruin, 450-800 μm lang, 20-30 μm breed, 1-4,7 μm dikke wand, 3-7 septaat, eenvoudige wortel of soms gevorkt
- Sporen: ellipsoïde, 18.8-21.7 x 11-13,5, Q = 1.65-1.8
- Sporenornamentatie: medium tot grote geisoleerde wratten
- Asci: cillindrisch, 200–260 x 16–20 μm, met korte basis

## Verspreiding
In Nederland komt de wratsporige wimperzwam zeer zeldzaam voor.